# Kościół św. Floriana w Sowinie
Kościół św. Floriana w Sowinie – kościół filialny należący do parafii pod wezwaniem św. Jana Chrzciciela w Przechodzie, w Dekanacie Niemodlin.
Świątynia w Sowinie została wybudowana w latach 80. XX wieku, staraniem miejscowej społeczności oraz ówczesnego proboszcza parafii w Przechodzie ks. Edmunda Kwapisa.